# ساراكة هندية
ساراكة هندية (الاسم العلمي:Saraca indica) هي نوع من النباتات تتبع جنس الساراكة من الفصيلة البقولية.